# Łarysa Sawczenko-Neiland
Łarysa Sawczenko-Neiland (ukr. Лариса Нейланд-Савченко; łot. Larisa Savčenko-Neilande; ur. 21 lipca 1966 we Lwowie) – tenisistka reprezentująca ZSRR, a następnie Łotwę.

## Kariera tenisowa
Na uwagę zasługuje jej znaczący dorobek w rozgrywkach o Puchar Federacji. Debiutowała jako reprezentantka ZSRR w 1983, w meczu przeciw Australii i przez kolejne dwadzieścia lat reprezentowała swój kraj (po rozpadzie Związku grała dla Łotwy). Jej osobistym trenerem był wówczas Szamil Tarpiszczew. W sierpniu 2003 roku (występowała w grach deblowych, partnerując młodszej o 20 lat Irinie Kuzminie), trzy lata od skończenia kariery, ponownie wystąpiła w rozgrywkach Puchar Federacji odnosząc dwa zwycięstwa deblowe w meczach z Algierią i Grecją. Do 2003 wystąpiła w 57 meczach międzypaństwowych tych rozgrywek, co daje jej 2. miejsce pod tym względem w historii (razem z Brytyjką Wade, a tuż za Hiszpanką Sánchez Vicario). Dotychczasowy bilans Sawczenko-Neiland wynosi 67 zwycięstw i 22 porażki (29-15 gra pojedyncza, 38-7 gra deblowa). Te osiągnięcia są rekordami – żadna zawodniczka nie wygrała więcej meczów deblowych w historii Pucharu Federacji, żadna z reprezentantek ZSRR i Łotwy nie rozegrała więcej spotkań i nie odniosła więcej zwycięstw. Poza osiągnięciami indywidualnymi należy także wymienić sukcesy zespołowe – 1988 i 1990 ekipy ZSRR, których była członkiem, docierały do finałów Pucharu Federacji. W 2003 roku otrzymała specjalną nagrodę Międzynarodowej Federacji Tenisa i Międzynarodowej "Hall of Fame" Tenisa za zasługi dla rozgrywek o Puchar Federacji.
Uczestniczyła w Igrzyskach Olimpijskich w 1988 roku w barwach ZSRR, a 1992 Łotwy.
Zdobyła uznanie nie tylko występami w barwach narodowych. W maju 1988 osiągnęła najwyższy ranking w grze pojedynczej WTA – była nr. 13 na liście światowej; w styczniu 1992 była nr. 1 w deblu. Zwyciężała 6-krotnie w turniejach wielkoszlemowych – 1989 i 1991 Wimbledon gra podwójna (z Natallą Zwierawą, 1992 Wimbledon gra mieszana (z Cyrilem Sukiem), 1994 Australian Open gra mieszana (z Andriejem Olchowskim), 1995 French Open gra mieszana (z Toddem Woodbridge'm), 1996 Australian Open gra mieszana (z Markiem Woodforde'm). Ponadto wygrała 2 turnieje zawodowe w grze pojedynczej i 66 w grze podwójnej, a 1992 razem ze Zwierawą zostały uznane za parę deblową roku w rozgrywkach WTA.
21 grudnia 1989 poślubiła Alexa Neilanda.

## Historia występów wielkoszlemowych
Legenda
     W, wygrany turniej
     F, przegrana w finale
     SF, przegrana w półfinale
     QF, przegrana w ćwierćfinale
     xR, przegrana w x rundzie
     A, brak startu

### Występy w grze pojedynczej
| Australian Open        | A  | 1R  | A  | NH | A  | A  | A  | 1R | 2R | 4R | 1R | 1R | 1R | 1R | 2R | 2R | 1R  | 0 / 11 | 6 – 11  |  |  |  |  |  |  |  |
| French Open            | A  | 3R  | 1R | 2R | A  | A  | 3R | 2R | 2R | 2R | 1R | 1R | 1R | 1R | 2R | 1R | 1R  | 0 / 14 | 9 – 14  |  |  |  |  |  |  |  |
| Wimbledon              | A  | 1R  | 3R | 2R | 2R | 4R | 1R | 2R | 2R | 1R | 2R | QF | 2R | 3R | 2R | 2R | 3R  | 0 / 16 | 20 – 16 |  |  |  |  |  |  |  |
| US Open                | 1R | A   | A  | A  | 2R | QF | 4R | 3R | 1R | 1R | 1R | 1R | 2R | 1R | 1R | 3R | A   | 0 / 13 | 13 – 13 |  |  |  |  |  |  |  |
|                        |    |     |    |    |    |    |    |    |    |    |    |    |    |    |    |    |     |        |         |  |  |  |  |  |  |  |
| Ranking na koniec roku | –  | 138 | 55 | 36 | 24 | 16 | 20 | 91 | 48 | 58 | 32 | 41 | 97 | 61 | 85 | 73 | 214 | 0 / 54 | 48 – 54 |  |  |  |  |  |  |  |

### Występy w grze podwójnej
| Australian Open        | A  | 2R | A  | NH | A  | A  | A  | QF | QF | QF | QF | 3R | SF | SF | SF | 2R | QF | A   | 0 / 11 | 31 – 11  |  |  |  |  |  |  |
| French Open            | A  | 1R | 2R | QF | A  | A  | W  | F  | F  | SF | F  | QF | 3R | SF | QF | SF | QF | 1R  | 1 / 15 | 48 – 14  |  |  |  |  |  |  |
| Wimbledon              | QF | QF | QF | 1R | SF | F  | F  | SF | W  | F  | F  | QF | SF | F  | SF | A  | 3R | 1R  | 1 / 17 | 61 – 16  |  |  |  |  |  |  |
| US Open                | 2R | A  | A  | A  | 1R | 2R | QF | SF | F  | F  | 2R | SF | 3R | A  | 3R | 2R | SF | A   | 0 / 13 | 33 – 13  |  |  |  |  |  |  |
|                        |    |    |    |    |    |    |    |    |    |    |    |    |    |    |    |    |    |     |        |          |  |  |  |  |  |  |
| Ranking na koniec roku | –  | –  | –  | 26 | 11 | 9  | 3  | 7  | 2  | 5  | 5  | 11 | 5  | 2  | 9  | 11 | 3  | 262 | 2 / 56 | 173 – 54 |  |  |  |  |  |  |

### Występy w grze mieszanej
| Australian Open | turniej nie był rozgrywany | turniej nie był rozgrywany | turniej nie był rozgrywany | turniej nie był rozgrywany | A | A | A | A  | 1R | 2R | 1R | W  | 1R | W  | F  | 2R | 2R | A  | 2 / 9  | 17 – 7  |  |  |  |  |  |  |  |
| French Open     | A                          | A                          | A                          | 2R                         | A | A | A | 1R | QF | QF | 2R | F  | W  | SF | 2R | 2R | F  | 1R | 1 / 12 | 20 – 10 |  |  |  |  |  |  |  |
| Wimbledon       | A                          | A                          | 2R                         | 3R                         | A | A | A | 2R | 2R | W  | 3R | QF | SF | F  | F  | QF | QF | A  | 1 / 12 | 33 – 11 |  |  |  |  |  |  |  |
| US Open         | A                          | A                          | A                          | A                          | A | A | A | A  | 2R | 1R | 2R | 2R | 1R | 2R | QF | 2R | QF | A  | 0 / 9  | 9 – 8   |  |  |  |  |  |  |  |
|                 |                            |                            |                            |                            |   |   |   |    |    |    |    |    |    |    |    |    |    |    |        |         |  |  |  |  |  |  |  |
|                 |                            |                            |                            |                            |   |   |   |    |    |    |    |    |    |    |    |    |    |    | 4 / 42 | 79 – 36 |  |  |  |  |  |  |  |

## Finały turniejów WTA
| Legenda                   | Legenda |
| ------------------------- | ------- |
| Wielki Szlem              |         |
| Igrzyska olimpijskie      |         |
| WTA Tour Championships    |         |
| WTA Doubles Championships |         |
| 1971 – 1987               |         |
| Virginia Slims Circuit    |         |
| Grand Prix Series         |         |
| Colgate Series            |         |
| 1988 – 2008               |         |
| Kategoria I               |         |
| Kategoria II              |         |
| Kategoria III             |         |
| Kategoria IV              |         |
| Kategoria V               |         |

### Gra pojedyncza 9 (2-7)
| Końcowy wynik | Nr | Data              | Turniej        | Nawierzchnia | Przeciwniczka       | Wynik finału  |
| ------------- | -- | ----------------- | -------------- | ------------ | ------------------- | ------------- |
| Finalistka    | 1. | 1 lutego 1987     | Wichita        | Dywanowa     | Barbara Potter      | 6:7(6),6:7(5) |
| Finalistka    | 2. | 14 czerwca 1987   | Birmingham     | Trawiasta    | Pam Shriver         | 6:4, 2:6, 2:6 |
| Finalistka    | 3. | 21 lutego 1988    | Oakland        | Dywanowa     | Martina Navrátilová | 1:6, 2:6      |
| Finalistka    | 4. | 26 lutego 1989    | Oakland        | Dywanowa     | Zina Garrison       | 1:6, 1:6      |
| Finalistka    | 5. | 12 listopada 1989 | Chicago        | Dywanowa     | Zina Garrison       | 3:6, 6:2, 4:6 |
| Zwyciężczyni  | 1. | 29 września 1991  | St. Petersburg | Dywanowa     | Barbara Rittner     | 3:6, 6:3, 6:4 |
| Finalistka    | 6. | 7 lutego 1993     | Tokio          | Dywanowa     | Martina Navrátilová | 2:6, 2:6      |
| Zwyciężczyni  | 2. | 29 sierpnia 1993  | Schenectady    | Twarda       | Natalija Medwediewa | 6:3, 7:5      |
| Finalistka    | 7. | 28 sierpnia 1994  | Schenectady    | Twarda       | Judith Wiesner      | 5:7, 6:3, 4:6 |

### Gra mieszana 9 (4–5)
| Końcowy wynik | Nr | Data             | Turniej         | Nawierzchnia | Partner               | Przeciwnicy                             | Wynik finału     |
| ------------- | -- | ---------------- | --------------- | ------------ | --------------------- | --------------------------------------- | ---------------- |
| Zwyciężczyni  | 1. | 4 lipca 1992     | Wimbledon       | Trawiasta    | Cyril Suk             | Miriam Oremans Jacco Eltingh            | 7:6(2), 6:2      |
| Zwyciężczyni  | 2. | 30 stycznia 1994 | Australian Open | Twarda       | Andriej Olchowski     | Helena Suková Todd Woodbridge           | 7:5, 6:7(0), 6:2 |
| Finalistka    | 1. | 5 czerwca 1994   | French Open     | Ceglana      | Andriej Olchowski     | Kristie Boogert Menno Oosting           | 5:7, 6:3, 5:7    |
| Zwyciężczyni  | 3. | 11 czerwca 1995  | French Open     | Ceglana      | Mark Woodforde        | Jill Hetherington John-Laffnie de Jager | 7:6(8), 7:6(4)   |
| Zwyciężczyni  | 4. | 28 stycznia 1996 | Australian Open | Twarda       | Mark Woodforde        | Nicole Arendt Luke Jensen               | 4:6, 7:5, 6:0    |
| Finalistka    | 2. | 7 lipca 1996     | Wimbledon       | Trawiasta    | Mark Woodforde        | Helena Suková Cyril Suk                 | 6:1, 3:6, 2:6    |
| Finalistka    | 3. | 26 stycznia 1997 | Australian Open | Twarda       | John-Laffnie de Jager | Manon Bollegraf Rick Leach              | 3:6, 7:6(5), 5:7 |
| Finalistka    | 4. | 6 lipca 1997     | Wimbledon       | Trawiasta    | Andriej Olchowski     | Helena Suková Cyril Suk                 | 6:4, 3:6, 4:6    |
| Finalistka    | 5. | 6 czerwca 1999   | French Open     | Ceglana      | Rick Leach            | Katarina Srebotnik Piet Norval          | 3:6, 6:3, 3:6    |

## Występy w Turnieju Mistrzyń

### W grze pojedynczej
| Rok  | Rezultat | Rywalka             | Wynik         |
| 1988 | I runda  | Martina Navrátilová | 7:6, 3:6, 3:6 |

### W grze podwójnej
| Rok           | Rezultat    | Partnerka               | Przeciwniczki                         | Wynik         |
| 1986 marzec   | Półfinał    | Swietłana Tchernewa     | Claudia Kohde-Kilsch Helena Suková    | 5:7, 1:6      |
| 1986 listopad | Ćwierćfinał | Swietłana Tchernewa     | Claudia Kohde-Kilsch Helena Suková    | 6:2, 6:7, 2:6 |
| 1987          | Ćwierćfinał | Swietłana Tchernewa     | Steffi Graf Gabriela Sabatini         | 1:6, 4:6      |
| 1988          | Finał       | Natalla Zwierawa        | Martina Navrátilová Pam Shriver       | 3:6, 4:6      |
| 1989          | Finał       | Natalla Zwierawa        | Martina Navrátilová Pam Shriver       | 3:6, 2:6      |
| 1990          | Ćwierćfinał | Natalla Zwierawa        | Katrina Adams Lori McNeil             | 5:7, 6:3, 6:7 |
| 1991          | Ćwierćfinał | Natalla Zwierawa        | Martina Navrátilová Pam Shriver       | 1:6, 5:7      |
| 1992          | Finał       | Jana Novotná            | Arantxa Sánchez Vicario Helena Suková | 6:7, 1:6      |
| 1993          | Finał       | Jana Novotná            | Gigi Fernández Natalla Zwierawa       | 3:6, 5:7      |
| 1995          | Półfinał    | Meredith McGrath        | Gigi Fernández Natalla Zwierawa       | 4:6, 2:6      |
| 1996          | Półfinał    | Meredith McGrath        | Jana Novotná Arantxa Sánchez Vicario  | 2:6, 2:6      |
| 1997          | Półfinał    | Helena Suková           | Lindsay Davenport Jana Novotná        | 0:6, 6:7      |
| 1998          | Ćwierćfinał | Anna Kurnikowa          | Lindsay Davenport Natalla Zwierawa    | 2:6, 2:6      |
| 1999          | Finał       | Arantxa Sánchez Vicario | Martina Hingis Anna Kurnikowa         | 4:6, 4:6      |

## Turnieje rangi ITF
| turnieje z pulą nagród 100 000 $ |
| turnieje z pulą nagród 75 000 $  |
| turnieje z pulą nagród 50 000 $  |
| turnieje z pulą nagród 25 000 $  |
| turnieje z pulą nagród 15 000 $  |
| turnieje z pulą nagród 10 000 $  |

### Gra pojedyncza 2 (2-0)
| Rezultat     | Data       | Turniej | Naw.          | Przeciwniczka    | Wynik    |
| Zwyciężczyni | 08/01/1984 | Chicago | Twarda (hala) | Natascia Reva    | 6:2, 6:4 |
| Zwyciężczyni | 15/04/1984 | Casetra | Ceglana       | Jelena Eliseenko | 6:2, 6:1 |

### Gra podwójna 4 (3-1)
| Rezultat     | Data       | Turniej      | Naw.    | Partnerka           | Przeciwniczki                        | Wynik    |
| Finalistka   | 08/01/1984 | Chicago      | Twarda  | Swietłana Tchernewa | Csilla Bartos Marianne Van Der Torre | walkower |
| Zwyciężczyni | 15/04/1984 | Casetra      | Ceglana | Renata Šašak        | Marie Pinterova Renáta Tomanová      | 6:1, 6:3 |
| Zwyciężczyni | 20/09/1993 | Karlowe Wary | Ceglana | Karina Habšudová    | Radka Bobková Petra Langrová         | 6:3, 6:4 |
| Zwyciężczyni | 29/09/1996 | Limoges      | Twarda  | Natalija Medwediewa | Caroline Dhenin Dominique Monami     | 6:1, 6:1 |

## Występy w igrzyskach olimpijskich

### Gra pojedyncza
| Runda                                                                      | Przeciwniczka                 | Wynik               |
| -------------------------------------------------------------------------- | ----------------------------- | ------------------- |
|                                                                            |                               |                     |
| Letnie Igrzyska Olimpijskie w Seulu 1988, reprezentując państwo ZSRR       |                               |                     |
| I runda                                                                    | wolny los                     |                     |
| II runda                                                                   | Wielka Brytania: Sara Gomer   | 6:7(3), 7:6(3), 9:7 |
| III runda                                                                  | Korea Południowa: Kim Il-soon | 6:3, 7:6(4)         |
| Ćwierćfinał                                                                | RFN: Steffi Graf              | 2:6, 6:4, 3:6       |
|                                                                            |                               |                     |
| Letnie Igrzyska Olimpijskie w Barcelonie 1992, reprezentując państwo Łotwa |                               |                     |
| I runda                                                                    | Bułgaria: Katerina Maleewa    | 6:7(3), 2:6         |

### Gra podwójna
| Runda                                                                      | Partnerka            | Przeciwniczki                               | Wynik         |
| -------------------------------------------------------------------------- | -------------------- | ------------------------------------------- | ------------- |
|                                                                            |                      |                                             |               |
| Letnie Igrzyska Olimpijskie w Seulu, 1988, reprezentując państwo ZSRR      |                      |                                             |               |
| I runda                                                                    | Natalla Zwierawa [4] | Meksyk: Xóchitl Escobedo, Claudia Hernández | 6:2, 6:1      |
| Ćwierćfinał                                                                | Natalla Zwierawa [4] | Australia: Elizabeth Smylie, Wendy Turnbull | 3:6, 2:6      |
|                                                                            |                      |                                             |               |
| Letnie Igrzyska Olimpijskie w Barcelonie 1992, reprezentując państwo Łotwa |                      |                                             |               |
| I runda                                                                    | Agnes Blumberga      | Austria: Petra Schwarz, Judith Wiesner      | 6:4, 5:7, 3:6 |

## Finały juniorskich turniejów wielkoszlemowych

### Gra podwójna
| Końcowy wynik | Rok  | Turniej         | Nawierzchnia | Partnerka            | Przeciwniczki                   | Wynik finału  |
| Finalistka    | 1984 | Australian Open | Twarda       | Louise Field         | Jackie Masters Michelle Parun   | 7:6, 6:2      |
| Finalistka    | 1984 | Wimbledon       | Trawiasta    | Wiktoria Milwidskaja | Caroline Kuhlman Stephanie Rehe | 3:6, 7:5, 4:6 |